# Deep learning super sampling
Deep learning super sampling (DLSS, em português "Aprendizado profundo de superamostragem") é uma tecnologia de imagens em alta resolução desenvolvida pela Nvidia baseado em machine learning em tempo real usado em vídeo games, utilizando deep learning para aprimorar imagens renderizadas em resoluções menores, para atingir uma qualidade equivalente a uma resolução superior. Esta técnica permite obter imagens em alta qualidade com menos processamento gráfico, resultando em performance e taxa de quadros maiores. A tecnologia é exclusiva das placas de vídeo da Nvidia que possuem Tensor Cores, disponíveis nas séries GeForce RTX 20, GeForce RTX 30 e GeForce RTX 40.

## História
Nvidia anunciou o DLSS como uma tecnologia exclusiva da série GeForce RTX em setembro de 2018. Na época, os resultados eram limitados a alguns jogos (notavelmente em Battlefield V e Metro Exodus) por conta de um algoritmo treinado especificadamente em cada jogo, o qual os resultados não eram tão satisfatórios quanto os métodos tradicionais de superamostragem. 
Em 2019, o jogo Control trouxe ray tracing e uma melhoria significativa ao DLSS, o qual não eram necessários os Tensor Cores.
Em abril de 2020, Nvidia anunciou o driver versão 445.75 com melhorias no DLSS, chamado de DLSS 2.0, que estaria então disponível nos jogos Control e Wolfenstein: Youngblood, disponível também para futuros jogos. Desta vez, a Nvidia alegou ter usado os Tensor Cores novamente, não sendo necessário utilizar a IA para treinar cada jogo especificamente.
Posteriormente notou-se que o DLSS 2.0 não funcionava corretamente quando ativados as técnicas de anti-serrilhado como o MSAA ou TSAA, com a performance severamente prejudicada quando a tecnologia DLSS era ativada.

## Arquitetura
DLSS é disponível exclusivamente para as GPUs da série RTX 20 e superiores, os quais possuem núcleos de aceleramento de IA chamados de Tensor Cores.
Os Tensor Cores são disponibilizados desde a microarquitetura "Volta", cujo primeiro utilizado foi a linha Tesla V100. Os núcleos tensores operam em 16 bits com matrizes de 4 x 4, desenvolvido para ser usado em CUDA C++, mesmo em nível de compilação.

## DLSS 3 e DLSS Frame Generation
DLSS Frame Generation, também chamado pela Nvidia por DLSS 3 é uma nova tecnologia introduzida na serie RTX 40. A tecnologia utiliza um "Acelerador Óptico de Fluxo" que pode gerar quadros falsos entre o intervalo da CPU e da GPU na renderização 3D que permite melhorar o desempenho dos jogos em até 4x em relação a renderização nativa, combinado a nova geração dos Tensor Cores equipados na série RTX 40. Segundo a NVIDIA, a tecnologia DLSS Frame Generation não pode ser compatível com as placas das séries RTX 20 e 30 pois elas não teriam poder computacional para compensar a latência produzida pela nova tecnologia do DLSS 3. Apesar disso, DLSS Frame Generation é um recurso opcional, e o DLSS 2 continuará sendo usado para fazer o upscaling tradicional da tecnologia.